# Aerides lawrenceae
Aerides lawrenceae är en orkidéart som beskrevs av Heinrich Gustav Reichenbach. Aerides lawrenceae ingår i släktet Aerides och familjen orkidéer.
Artens utbredningsområde är Filippinerna. Inga underarter finns listade i Catalogue of Life.

## Bildgalleri

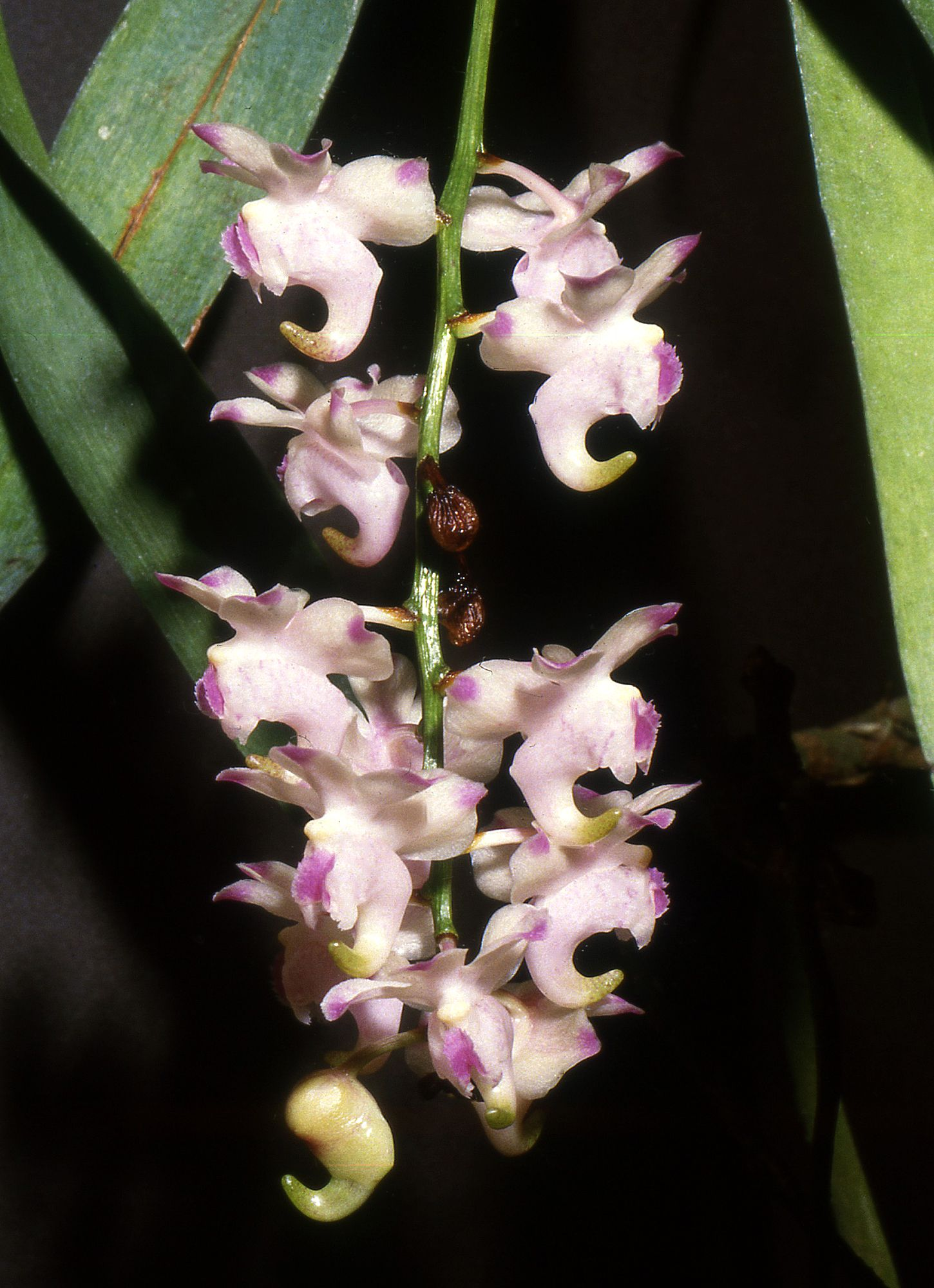
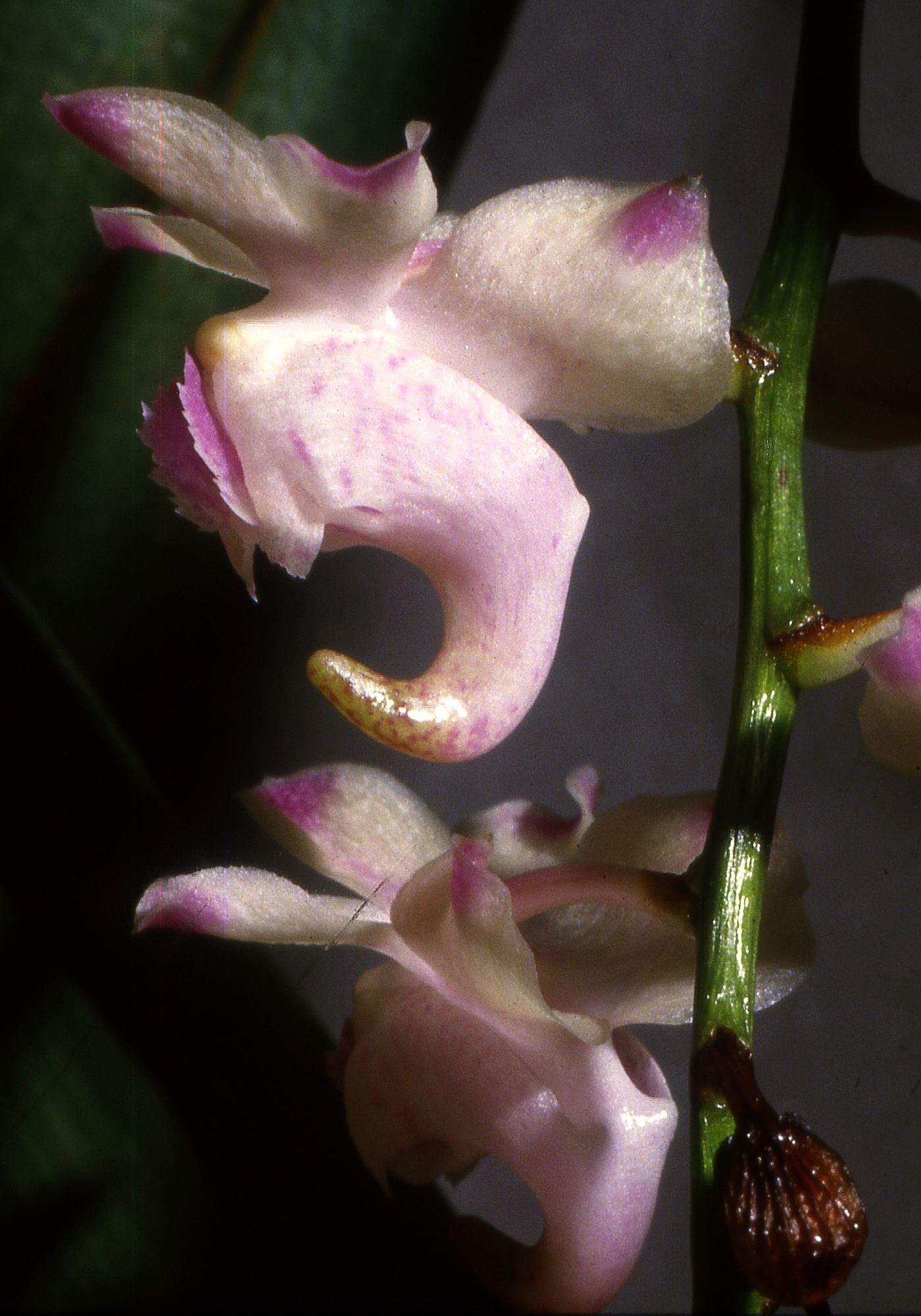
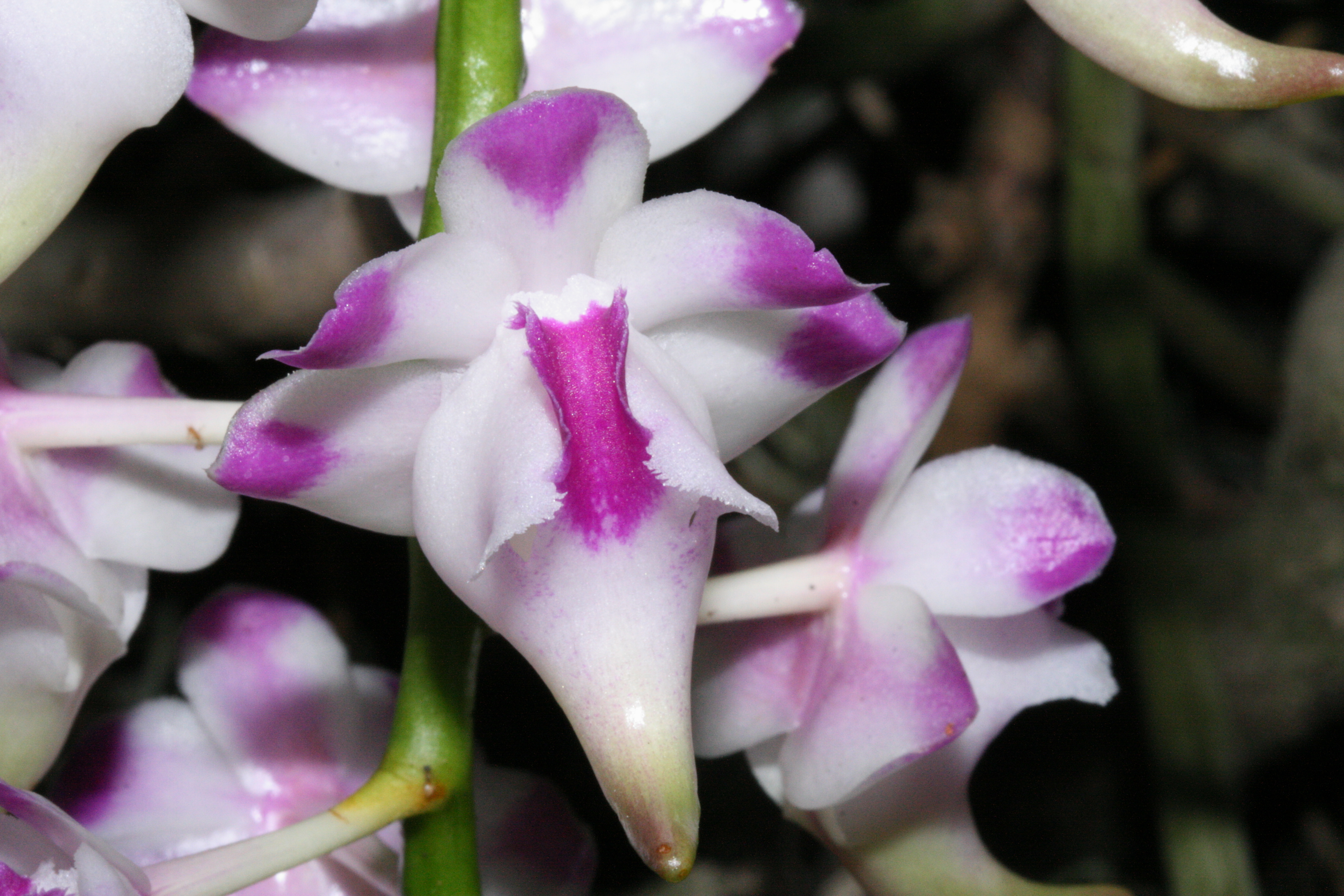
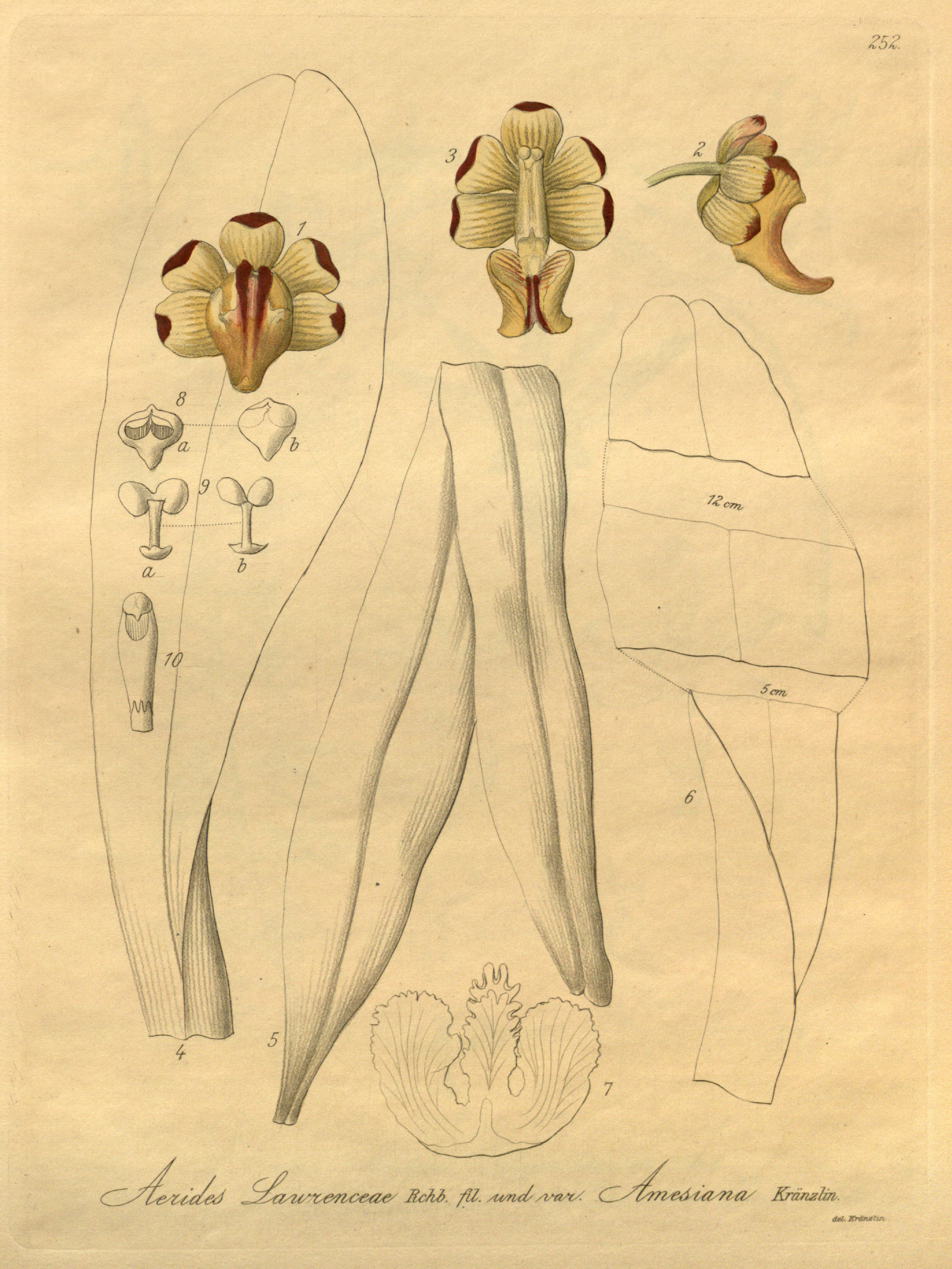